# Санта Јуста Пизано (Изернија)
Санта Јуста Пизано је насеље у Италији у округу Изернија, региону Молизе.
Према процени из 2011. у насељу је живело 86 становника. Насеље се налази на надморској висини од 559 м.